# مقبرة ريفان (بعدان)

تعديل مصدري - تعديل

مقبرة ريفان محلة تابعة لقرية الرقامي عبد الله، التابعة لعزلة الدعيس بمديرية بعدان إحدى مديريات محافظة إب في الجمهورية اليمنية، بلغ تعداد سكانها 40 حسب تعداد اليمن لعام 2004.